# Act of Defiance
Act of Defiance ist eine US-amerikanische Thrash-Metal-Band aus Los Angeles, Kalifornien, die 2014 gegründet wurde.

## Geschichte
Die Band wurde im Jahr 2014 gegründet, nachdem der Gitarrist Chris Broderick und der Schlagzeuger Shawn Drover Megadeth verlassen hatten. Kurz darauf wurde die Besetzung durch den Sänger Henry Derek und den Bassisten Matt Bachand vervollständigt. Der Bandname wurde von Broderick vorgeschlagen, wurde jedoch laut Drover nicht dem Exodus-Lied The Last Act of Defiance entliehen. Daraufhin entwickelten sie die ersten Lieder und nahmen Demos auf. Kurz darauf nahm die Band ihr Debütalbum in drei verschiedenen Studios auf. Broderick nahm die E-Gitarre und den Gesang in seinem eigenen Ill-Fated Studio in Los Angeles auf, wobei er auch die Produktion übernahm. Unter der Leitung von Zeuss wurde das Schlagzeug in Dexter's Lab in Milford, Connecticut und der Bass wurde von Bachand im ManShark in Southampton, Massachusetts, aufgenommen. Nachdem im Juni 2015 ein Musikvideo zum Lied Throwback veröffentlicht worden war, erschien im August das Debütalbum Birth and the Burial bei Metal Blade Records.

## Stil
Laut der Bandbiografie auf metalblade.com wurde das Album Birth and the Burial aus nicht verwendeten Riffs aus Megadeth-Zeiten aufgebaut. Auf dem Album verarbeite die Gruppe persönliche Erfahrungen. Poison Dream handele davon, wie jemand alles für seinen Traum von Berühmtheit, Macht und Geld opfere, während Legion of Lies von einer Person handele, die ständige versuche, die Menschen um sich negativ zu beeinflussen. Das Titellied handele von jemandem, der den Kontakt zu seinen alten Freunden abgebrochen habe und nun versuche diesen wiederherzustellen, bevor es zu spät sei. Im Interview mit Blabbermouth.net gab Broderick an, dass das Lied Throwback durch die Gitarristen Kerry King (Slayer) und Rob Cavestany (Death Angel) beeinflusst wurde. Laut Patrick Schmidt vom Rock Hard spielt die Band auf dem Album technisch anspruchsvollen, modernen Thrash Metal. Im Interview mit Schmidt gab Drover an, dass alle Mitglieder Fans von King Diamond sind. Ronny Bittner rezensiert in derselben Ausgabe das Album und stellte fest, dass es nur wenigen Megadeth-Fans gefallen wird. Durch die Produktion und die Growls wirke das Album deutlich moderner. Anstatt jedoch einen eigenen Stil zu entwickeln, „fühlt sich die Truppe im Fahrwasser des in den USA gerade angesagten Modern Metal pudelwohl“. An den spielerischen Qualitäten der Mitglieder gebe es hingegen nichts auszusetzen.

## Diskografie
- 2015: Birth and the Burial (Album, Metal Blade Records)
- 2017: Old Scars, New Wounds (Album)